# Синьхуа (Пиндиншань)
Синьхуа́ (кит. упр. 新华, пиньинь Xīnhuá) — район городского подчинения городского округа Пиндиншань провинции Хэнань (КНР).

## История
В марте 1957 года решением Госсовета КНР был создан город Пиндиншань. В 1969 году в его составе был создан район Синьхуа. В 1970 году район Синьхуа был объединён с районом Вэйдун в Центральный район (中心区), но в 1977 году он вновь был разделён на районы Синьхуа и Вэйдун.

## Административное деление
Район делится на 10 уличных комитетов и 2 посёлка.